# Ramoncín y W.C.?
Ramoncín y W.C.? es el primer álbum del músico madrileño Ramoncín, publicado en 1978 por EMI.

## Listado de canciones
Letra y música de J. Ramón Martínez y Carlos J. Michelini.
- "Cómete una paraguaya"
- "Noche de cinco horas"
- "Paga a tu hombre"
- "Ponte las gafas"
- "Rock and roll dudua"
- "El rey del pollo frito"
- "El loco de la calle larga"
- "Marica de terciopelo"

## Créditos
- Asesor de producción: Eduardo Bort
- Guitarra solista: Carlos J. Michelini
- Guitarra solista en "Marica de terciopelo": Eduardo Bort
- Guitarra de ritmo en "Cómete una paraguaya", "Ponte las gafas" y "El rey del pollo frito": Eduardo Bort
- Bajo: Gapar "el Doctor"
- Batería: Iñaki
- Colaboración especial en "Rock and roll dudua" y "Marica de terciopelo": Raquel
- Coros: Eduardo, Carlos, Manuel, Iñaki, Gaspar, Charly, Raquel, Salvador "el Jefe", Gloria, Ricardo "la Pepa", Loles, Pedrín, Miguel "el Henry"
- Grabado en los Estudios Audiofilm en enero de 1978
- Sonido y mezclas: Luís Miguel González, Santiago Lardies y Manuel Bort
- Diseño de carpeta: Martin J. Louis
- Producción: EMI-Odeon, S.A., España

- Datos: Q111134570